# Sfida nella città morta
Sfida nella città morta (The Law and Jake Wade) è un film del 1958 diretto da John Sturges.
È un classico film western stile anni '50, con tanto di banditi, indiani e duello finale.

## Trama
Jake Wade è lo sceriffo di una piccola città del Nuovo Messico. Un giorno, avendo appreso che Clint Hollister, un suo vecchio commilitone, è detenuto in una città vicina in attesa di essere impiccato, va a liberarlo. Per tutto ringraziamento, Clint costringe Wade a condurlo alla città abbandonata, dove è nascosto il bottino di una loro precedente rapina. Nel frattempo vengono anche attaccati dai comanche. Nel dissotterrare il tesoro, Wade trova una pistola, di cui si serve per costringere Clint alla resa dei conti finale.

## Produzione
La pellicola si ispira al romanzo The Law and Jake Wade di Marvin H. Albert (1924-1996), pubblicato per la prima volta nel 1956.
Il film fu prodotto dalla Metro-Goldwyn-Mayer. Le riprese avvennero in California a Alabama Hills, nei pressi di Lone Pine, e alla valle della morte. Tra gli interpreti vi è anche l'attore DeForest Kelley, meglio noto in seguito per aver interpretato il dottor Leonard "Bones" McCoy nella serie televisiva e nella serie di film di Star Trek.

## Distribuzione
Distribuito dalla Metro-Goldwyn-Mayer, il film venne presentato in prima a New York il 6 giugno 1958 con il titolo originale The Law and Jake Wade.

## Curiosità
L'idea del bottino nascosto in una bara, sarà poi ripresa da Sergio Leone nel Il buono, il brutto, il cattivo.